# هيزل جوان براينت
هيزل جوان براينت (بالإنجليزية: Hazel Joan Bryant)‏ هي مغنية أوبرا ومخرجة وممثلة أمريكية، ولدت في 8 سبتمبر 1939، وتوفيت في 7 نوفمبر 1983.